# Triumfetta glaucescens
Triumfetta glaucescens är en malvaväxtart som beskrevs av Robert Brown och George Bentham. Triumfetta glaucescens ingår i släktet triumfettor, och familjen malvaväxter. Inga underarter finns listade i Catalogue of Life.